# جوش وولف

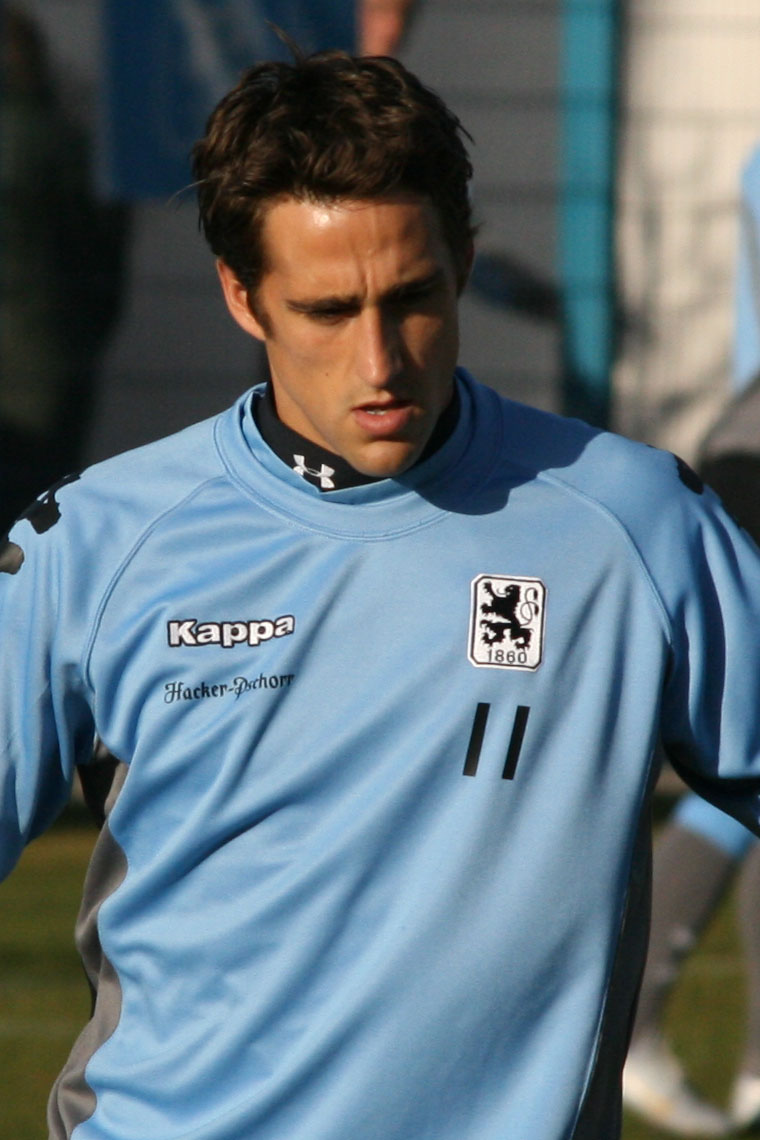

جوشوا ديفيد وولف (بالإنجليزية: Joshua David Wolff)‏ (مواليد 25 فبراير 1977 في ستون مونتين) لاعب كرة قدم أمريكي دولي يجيد اللعب في خط الهجوم . يلعب حاليا لصالح نادي كانساس سيتي ويزاردز الأمريكي من سنة 2008 .

## روابط خارجية
- جوش وولف على موقع الاتحاد الدولي (مؤرشف)  (الإنجليزية)
- جوش وولف على موقع الدوري الأمريكي (الإنجليزية)
- جوش وولف على موقع قاعدة بيانات كرة القدم.إي يو (الإنجليزية)
- جوش وولف على موقع ناشيونال فوتبول تيمز (الإنجليزية)
- جوش وولف على موقع Soccerway.com (الإنجليزية)
- جوش وولف على موقع عالم كرة القدم.نت (الإنجليزية)
- جوش وولف على موقع أوليمبيديا (الإنجليزية)